# Luis Zahera
José Luis de Castro Zahera (Santiago de Compostela, 23 de mayo de 1966), más conocido como Luis Zahera, es un actor español, ganador de dos premios Goya al mejor actor de reparto por sus interpretaciones en El reino (2018) y As bestas (2022). Distinguido por la Medalla de Oro al Mérito en las Bellas Artes 2023. 

## Biografía
Saltó a la fama en Galicia por su papel de Petróleo en la serie de la TVG, Mareas vivas. Previamente, hizo su debut en el cine con la película Divinas palabras (1987), de José Luis García Sánchez. En sus primeros años, también tuvo participaciones destacadas en otros programas locales como Luar o Land Rober.
Su primer papel importante en una ficción nacional le llegó con Sin tetas no hay paraíso (2008) en su primera y segunda temporada, donde interpretó a uno de los antagonistas Ramón Vega. En esos años participó en películas como Celda 211 (2009), La playa de los ahogados (2015), A cambio de nada (2015) o Que Dios nos perdone (2016).
Con su interpretación de Cabrera en El reino (2018) del director Rodrigo Sorogoyen obtuvo su primer galardón en los premios Goya como mejor interpretación masculina de reparto. Ese mismo año protagonizó la serie Vivir sin permiso en Telecinco como Antonio Yáñez Ferreiro en la que se mantuvo en sus dos temporadas.
Sus siguientes incursiones en el cine fueron con las cintas Mientras dure la guerra (2019), de Alejandro Amenábar, donde interpretó a Atilano Coco; Loco por ella (2021) de Dani de la Orden donde hace de un paciente de un psiquiátrico con esquizofrenia llamado Saúl; y en la película original de Netflix Xtremo (2021). En 2022 comenzó a interpretar a Ezequiel Fandiño en Entrevías, en la que se mantuvo durante sus cuatro temporadas con un personaje principal.
En 2022 obtuvo diversos reconocimientos y elogios gracias a su papel de Xan Anta en As bestas, tales como premiaciones en los Fotogramas de Plata, en las Medallas del Círculo de Escritores Cinematográficos, en la Unión de Actores y Actrices, en los Premios Feroz y por segunda vez en los Premios Goya, en todos los casos como mejor actor de reparto. Por todos estos trabajos, recibió la Medalla de Oro al Mérito en las Bellas Artes en 2023.
Ha tenido también un papel destacado en la miniserie de Disney+ La última a finales de 2022, así como en las películas Infiesto (2023) de Netflix, Awareness (2023), una película de acción de Amazon Prime Video o en las cinematográficas Pájaros (2024) de Pau Durà y El correo de Daniel Calparsoro.

## Filmografía

### Cine
| Año  | Título                                       | Personaje                | Dirección                   |
| ---- | -------------------------------------------- | ------------------------ | --------------------------- |
| 1987 | Divinas palabras                             | Extra                    | José Luis García Sánchez    |
| 2000 | Sé quién eres                                | Empleado de gasolinera   | Patricia Ferreira           |
| 2001 | Lena                                         | Antonio                  | Gonzalo Tapia               |
| 2001 | Juego de luna                                | Doctor                   | Mónica Laguna               |
| 2002 | Los lunes al sol                             | Administrativo Astillero | Fernando León de Aranoa     |
| 2002 | Autopsia                                     | Bouzas                   | Milagros Bará               |
| 2003 | Ilegal                                       | Contramaestre            | Ignacio Vilar               |
| 2003 | El lápiz del carpintero                      | Acuña                    | Antón Reixa                 |
| 2004 | El año de la garrapata                       | Señor Nieto              | Jorge Coira                 |
| 2005 | Diario de un skin                            | Rafi                     | Jacobo Rispa                |
| 2006 | Locos por el sexo                            | Armando Guerra           | Javier Rebollo              |
| 2006 | El don de la duda                            | Zahera                   | Alber Ponte                 |
| 2006 | Alatriste                                    | Luis Pereira             | Agustín Díaz Yanes          |
| 2006 | La silla                                     | Policía B                | Julio D. Wallovits          |
| 2007 | Hotel Tívoli                                 | Afranio                  | Antón Reixa                 |
| 2007 | Concursante                                  | Pizarro                  | Rodrigo Cortés              |
| 2007 | Gutbai, Charly                               | Xaquín                   | Jorge Cassinello            |
| 2007 | Marqués Mendigo                              | Mosad                    | Manuel Estudillo            |
| 2007 | Abrígate                                     | Padre de Miguel          | Ramón Costafreda            |
| 2008 | Los años desnudos                            | Ángel Mota               | Dunia Ayaso y Félix Sabroso |
| 2008 | El Tesoro                                    | Papo la Pulpa            | Manuel Martín Cuenca        |
| 2009 | Celda 211                                    | Releches                 | Daniel Monzón               |
| 2009 | Spanish Movie                                | Antonio                  | Javier Ruiz Caldera         |
| 2010 | Agnosia                                      | Mariano                  | Eugenio Mira                |
| 2010 | Retornos                                     | Tino                     | Luis Avilés                 |
| 2010 | La herencia Valdemar II: La sombra prohibida | H. P. Lovecraft          | José Luis Alemán            |
| 2011 | 23-F: la película                            | Jesús Muñecas Aguilar    | Chema de la Peña            |
| 2011 | Lobos de Arga                                | Sargento Guardia Civil   | Juan Martínez Moreno        |
| 2011 | Sinbad                                       | Aldán                    | Antón Dobao                 |
| 2011 | Onde está a Felicidade?                      | Anxo                     | Carlos Alberto Riccelli     |
| 2012 | Invasor                                      | Arturo                   | Daniel Calparsoro           |
| 2012 | Todo es silencio                             | Malpica                  | José Luis Cuerda            |
| 2013 | Combustión                                   | Detective                | Daniel Calparsoro           |
| 2013 | Faraday                                      | Marido de Irina          | Norberto Ramos del Val      |
| 2014 | Schimbare                                    | Luis                     | Álex Sampayo                |
| 2015 | A cambio de nada                             | Policía local            | Daniel Guzmán               |
| 2015 | El desconocido                               | Conductor                | Daniel de la Torre          |
| 2015 | La playa de los ahogados                     | José Arias               | Gerardo Herrero             |
| 2015 | La Xirgu                                     | Valle Inclán             | Sílvia Quer                 |
| 2016 | Que Dios nos perdone                         | Alonso                   | Rodrigo Sorogoyen           |
| 2018 | El reino                                     | Luis Cabrera             | Rodrigo Sorogoyen           |
| 2019 | Mientras dure la guerra                      | Atilano Coco             | Alejandro Amenábar          |
| 2019 | El silencio del pantano                      | Taxista                  | Marc Vigil                  |
| 2021 | Loco por ella                                | Saúl                     | Dani de la Orden            |
| 2021 | Xtremo                                       | Urquiza                  | Daniel Benmayor             |
| 2022 | Canallas                                     | Gallego                  | Daniel Guzmán               |
| 2022 | As bestas                                    | Xan Anta                 | Rodrigo Sorogoyen           |
| 2023 | Infiesto                                     | Marquina                 | Patxi Amezcua               |
| 2023 | Awareness                                    | Doctor                   | Daniel Benmayor             |
| 2024 | Pájaros                                      | Mario                    | Pau Durà                    |
| 2024 | El correo                                    | Manuel Roig              | Daniel Calparsoro           |
| 2024 | Amanece en Samaná                            | Mario                    | Rafa Cortés                 |
| 2025 | Tierra de nadie                              | Mateo                    | Albert Pintó                |

### Televisión
| Año       | Título                              | Personaje                      | Notas                                          |
| --------- | ----------------------------------- | ------------------------------ | ---------------------------------------------- |
| 1995–2003 | Pratos combinados                   | Hugo Pastrala                  | 6 episodios (recurrente)                       |
| 1998–2003 | Mareas vivas                        | Petróleo                       | Elenco principal; 145 episodios                |
| 2000      | El comisario                        | Tomás                          | Episodio: «Contagio»                           |
| 2002      | Cuéntame cómo pasó                  | Cabo primero                   | 2 episodios                                    |
| 2004–2007 | Hospital Central                    | Manel / Santiago               | 2 episodios                                    |
| 2005      | Motivos personales                  | Joaquín Gálvez                 | Episodio: «¿Culpable o inocente?»              |
| 2005      | Diario de un skin                   | Rafi                           | Película de televisión                         |
| 2005–2006 | A tortas con la vida                | Cipri                          | 23 episodios (recurrente)                      |
| 2006–2013 | Luar                                | Anselmo                        | 37 episodios (recurrente)                      |
| 2007      | Génesis: En la mente del asesino    | Manuel                         | Episodio: «Caza mayor»                         |
| 2007      | Círculo rojo                        | Tamayo                         | 3 episodios                                    |
| 2008      | Sin tetas no hay paraíso            | Ramón Vega «El Pertur»         | 18 episodios (recurrente)                      |
| 2008–2009 | La familia Mata                     | Rafa                           | 9 episodios (recurrente)                       |
| 2010      | La isla de los nominados            | Esteban Sarmiento              | Elenco principal; 11 episodios                 |
| 2010      | Las chicas de oro                   | Fontanero                      | Episodio: «Maternidad por segunda vez»         |
| 2010      | Mar libre                           | Pincho                         | Elenco principal (miniserie)                   |
| 2011      | Piratas                             | Puñales                        | Elenco principal; 8 episodios                  |
| 2011      | Sinbad                              | Aldan (voz)                    | Película de televisión                         |
| 2011–2012 | Matalobos                           | Aníbal                         | 12 episodios (recurrente)                      |
| 2013      | Salaó                               | Freire                         | Elenco principal (miniserie)                   |
| 2014      | Cuéntame un cuento                  | Ramiro                         | Episodio: «Los tres cerditos»                  |
| 2014      | Con el culo al aire                 | El Kiri                        | Episodio: «Yo a Nueva York y tú ya veremos»    |
| 2015      | Hospital Real                       | Gaspar Somoza                  | Elenco principal; 15 episodios                 |
| 2015      | Las aventuras del capitán Alatriste | Luis Pereira                   | Episodio: «Entre lobos»                        |
| 2016      | Víctor Ros                          | Ángel Sarabia                  | Episodio: «Ave del paraíso»                    |
| 2016      | Chiringuito de Pepe                 | Teniente José Colman           | Episodio: «Operación Mondongo»                 |
| 2016      | Buscando el norte                   | Roberto Llamazares             | Elenco principal; 8 episodios                  |
| 2016      | El padre de Caín                    | Bermejo                        | Elenco principal (miniserie)                   |
| 2017      | La zona                             | Lucio Braña Izquierdo          | 6 episodios (recurrente)                       |
| 2018–2020 | Vivir sin permiso                   | Antonio Yáñez Ferreiro «Ferro» | Elenco principal; 23 episodios                 |
| 2020      | Enemigo íntimo                      | El Gallego                     | 18 episodios (recurrente; temporada 2)         |
| 2020–2022 | La unidad                           | Sergio                         | Elenco principal; 8 episodios (temporadas 1-2) |
| 2020–2024 | Land Rober - Tunai Show             | Él mismo                       | Colaborador recurrente                         |
| 2021      | Sky Rojo                            | Alfredo                        | 3 episodios (recurrente; temporada 1)          |
| 2021      | 3 caminos                           | Cura                           | 2 episodios                                    |
| 2022–2024 | Operación Marea Negra               | Césareo                        | 8 episodios (recurrente)                       |
| 2022–2024 | Entrevías                           | Ezequiel Fandiño               | Elenco principal; 30 episodios                 |
| 2022      | La última                           | Madison                        | Elenco principal (miniserie)                   |
| 2023      | Got Talent: All Stars               | Él mismo                       | Juez invitado                                  |
| 2025      | Atasco                              | Guzmán                         | 4 episodios                                    |

### Cortometrajes
- O matachín (1996), de Jorge Coira. Como Tuto.
- O tesouro (1997), de Xaime Fandiño. Como Odín de Diclona.
- Grande de Cuba (1997), de Beatriz del Monte.
- Una extraña mirada (1997), de José Manuel Quiroga.
- Aínda máis difícil (1998), de Ángel de la Cruz.
- Décimo Aniversario (1998), de Álber Ponte.
- Si lo sé no vengo (a mi propio entierro) (1999), de Manolo Gómez. Como Tomás.
- Disonancias (1999), de Ignacio Vilar.
- El váter susurra (1999) de Rafael Calvo.
- Una luz encendida (2000), de Alber Ponte. Como Diego.
- El váter susurra (2000), de Rafael Calvo. Como Páter Panchali.
- Galáctea: A conquista da via láctea (2001), de Cora Peña. Como Muíñas.
- Soldado sen fortuna (2002), de Roque Cameselle. Como Taxista.
- El barbero ciego (2003), de Alber Ponte. Como Bruno.
- 1939, un berro no silencio (2004), de Alicia Conchas.
- Rosita y Jacinto (2006), de Alber Ponte.
- As Farolas (2007), de Abelardo Rendo
- Marina (2010), de Álex Montoya.
- El premio, de León Siminiani.
- Malas hierbas (2012), de Daniel Tornero.
- El club de los 27 (2015), de Carlos Solano.

## Teatro
- Días sen gloria (1991), de Roberto Vidal Bolaño. Con la compañía Teatro do Aquí.
- Xogos á hora da sesta (1991), de Cándido Pazó. Con la compañía Teatro do Malbarate.
- Saxo Tenor (1992), de Roberto Vidal Bolaño. Con la compañía Teatro do Aquí.
- O Ruisenhol da Bretaña (1993), de Quico Cadaval. Con la compañía O Moucho Clerc.
- Hostia de Cotarelo Valledor (1995). Con el Centro Dramático Galego.
- Nin me abandonarás nunca (1995), de Posada Curros. Con el Centro Dramático Galego.
- Nao de amores (1996), de Gil Vicente. Con el Centro Dramático Galego.
- Estación Mahagony (2000), de Bertolt Brecht. Con la compañía Teatro do Noroeste.
- A cacatúa verde (2001), de Arthur Schnitzler. Con el Centro Dramático Galego.
- Tito Andrónico (2009), de Shakespeare. Con la compañía de Teatro Animalario.

## Premios y reconocimientos
- 2023 Medalla de Oro al Mérito en las Bellas Artes.[1]

| Año  | Categoría                                 | Trabajo nominado | Resultado | Ref.  |
| ---- | ----------------------------------------- | ---------------- | --------- | ----- |
| 2019 | Mejor interpretación masculina de reparto | El reino         | Ganador   | [ 8 ] |
| 2023 | Mejor interpretación masculina de reparto | As bestas        | Ganador   | [ 9 ] |

| Año  | Categoría              | Trabajo nominado | Resultado | Ref.   |
| ---- | ---------------------- | ---------------- | --------- | ------ |
| 2018 | Mejor actor secundario | El reino         | Ganador   | [ 10 ] |
| 2022 | Mejor actor secundario | As bestas        | Ganador   | [ 11 ] |

| Año  | Categoría           | Trabajo nominado | Resultado | Ref.   |
| ---- | ------------------- | ---------------- | --------- | ------ |
| 2023 | Mejor actor de cine | As bestas        | Ganador   | [ 12 ] |

| Año  | Categoría                      | Trabajo nominado | Resultado | Ref.   |
| ---- | ------------------------------ | ---------------- | --------- | ------ |
| 2010 | Mejor actor de reparto de cine | Celda 211        | Nominado  | [ 13 ] |
| 2019 | Mejor actor secundario de cine | El reino         | Nominado  | [ 14 ] |
| 2023 | Mejor actor secundario de cine | As bestas        | Ganador   | [ 15 ] |

| Año  | Categoría                        | Trabajo nominado | Resultado | Ref.   |
| ---- | -------------------------------- | ---------------- | --------- | ------ |
| 2022 | Mejor actor en película española | As bestas        | Ganador   | [ 16 ] |

| Año  | Categoría                           | Trabajo nominado | Resultado | Ref.   |
| ---- | ----------------------------------- | ---------------- | --------- | ------ |
| 2019 | Mejor actor de reparto de cine      | El reino         | Ganador   | [ 17 ] |
| 2023 | Mejor actor de reparto de una serie | La unidad        | Nominado  | [ 18 ] |
| 2023 | Mejor actor de reparto de cine      | As bestas        | Ganador   | [ 18 ] |

| Año  | Categoría                                 | Trabajo nominado | Resultado | Ref.   |
| ---- | ----------------------------------------- | ---------------- | --------- | ------ |
| 2023 | Mejor interpretación masculina de reparto | As bestas        | Ganador   | [ 19 ] |

| Año  | Categoría                                   | Trabajo nominado | Resultado | Ref.   |
| ---- | ------------------------------------------- | ---------------- | --------- | ------ |
| 2022 | Mejor interpretación masculina en una serie | Entrevías        | Nominado  | [ 20 ] |

| Año  | Categoría                       | Trabajo nominado | Resultado | Ref.   |
| ---- | ------------------------------- | ---------------- | --------- | ------ |
| 2024 | Biznaga de Plata al mejor actor | Pájaros          | Ganador   | [ 21 ] |

| Año  | Categoría              | Trabajo nominado       | Resultado | Ref. |
| ---- | ---------------------- | ---------------------- | --------- | ---- |
| 2004 | Mejor actor de reparto | El año de la garrapata | Ganador   |      |
| 2007 | Mejor actor de reparto | Concursante            | Ganador   |      |
| 2009 | Mejor actor de reparto | Celda 211              | Ganador   |      |
| 2012 | Mejor actor de reparto | Todo es silencio       | Ganador   |      |

| Año  | Categoría                        | Trabajo nominado          | Resultado | Ref. |
| ---- | -------------------------------- | ------------------------- | --------- | ---- |
| 2008 | Premio do xurado ao mellor actor | Rosita y Jacinto          | Ganador   |      |
| 2012 | Premio do xurado ao mellor actor | Conversa coa muller morta | Ganador   |      |